# چارداسالاش
چارداسالاش (به مجاری:  Csárdaszállás) یک منطقهٔ مسکونی در مجارستان است که در ناحیه دیومائندرود واقع شده‌است. چارداسالاش ۵۴٫۱۷ کیلومتر مربع مساحت و ۳۷۲ نفر جمعیت دارد.